# Johannetta Antoinetta Juliana von Sachsen-Eisenach

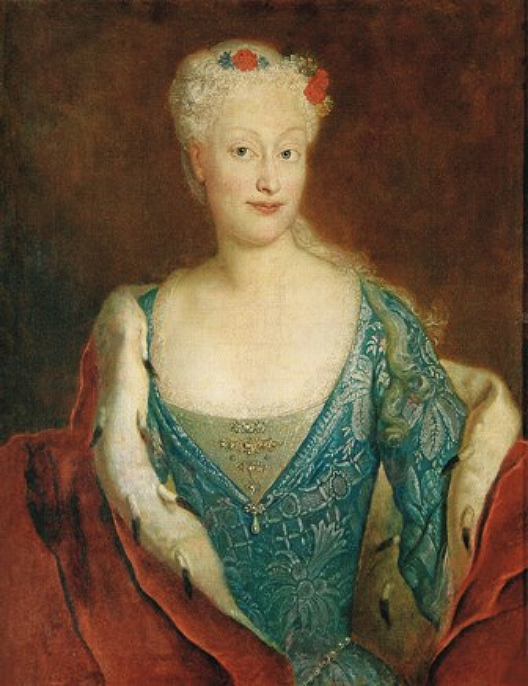
Johannetta Antoinetta Juliana von Sachsen-Eisenach

Johannetta Antoinetta Juliana von Sachsen-Eisenach (* 31. Januar 1698 in Jena; † 13. April 1726 auf Schloss Dahme in Dahme) war Prinzessin von Sachsen-Eisenach aus dem Hause der ernestinischen Wettiner und durch Heirat Prinzessin von Sachsen-Weißenfels.

## Familie
Johannetta Antoinetta Juliana war die Tochter Herzog Johann Wilhelms von Sachsen-Eisenach aus dessen Ehe mit Christine Juliane von Baden-Durlach, Tochter des Prinzregenten Karl Gustav von Baden-Durlach. Sie ist nach ihrer Großmutter Johanetta von Sayn-Wittgenstein benannt.

## Tod und Begräbnis
Johannetta Antoinetta Juliana starb am 13. April 1726 erst 28-jährig in Dahme und wurde in einem Zinnprunksarg in der Schlosskirche von Neu-Augustusburg beigesetzt.

## Ehe und Nachkommen
Ihre einzige Ehe schloss sie am 9. Mai 1721 in Eisenach mit Johann Adolf, dem späteren Herzog Johann Adolf II von Sachsen-Weißenfels, dem Sohn Herzog Johann Adolfs I von Sachsen-Weißenfels aus dessen Ehe mit Johanna Magdalena von Sachsen-Altenburg.
Mit ihm zeugte sie einen Thronfolger, der jedoch bereits früh verstarb:
1. Friedrich Johann Adolf (* 26. Mai 1722 in Dahme; † 10. August 1724 ebenda), Erbprinz von Sachsen-Weißenfels

Nach Johannetta Antoinetta Julianas Tod heiratete Johann Adolf II. ein zweites Mal und zwar die Prinzessin Friederike von Sachsen-Gotha-Altenburg. Auch die Nachkommen aus dieser Ehe verstarben früh, wodurch das Aussterben der Linie Sachsen-Weißenfels unausweichlich wurde.